# Хайльбронн-Биберах
Биберах (нем. Heilbronn-Biberach) — район города Хайльбронн в северной части земли Баден-Вюртемберг в Германии. Население этого городского района порядка 5000 человек.

## История
Первые упоминания Бибераха относятся к 25 июля 767 года.

## Достопримечательности

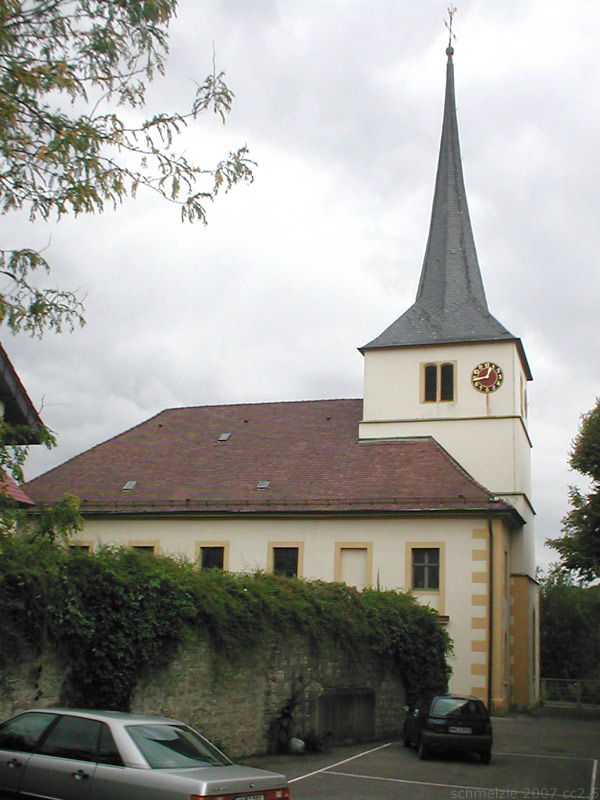
Евангелистская церковь Святого Корнелиуса и Киприана (1830)
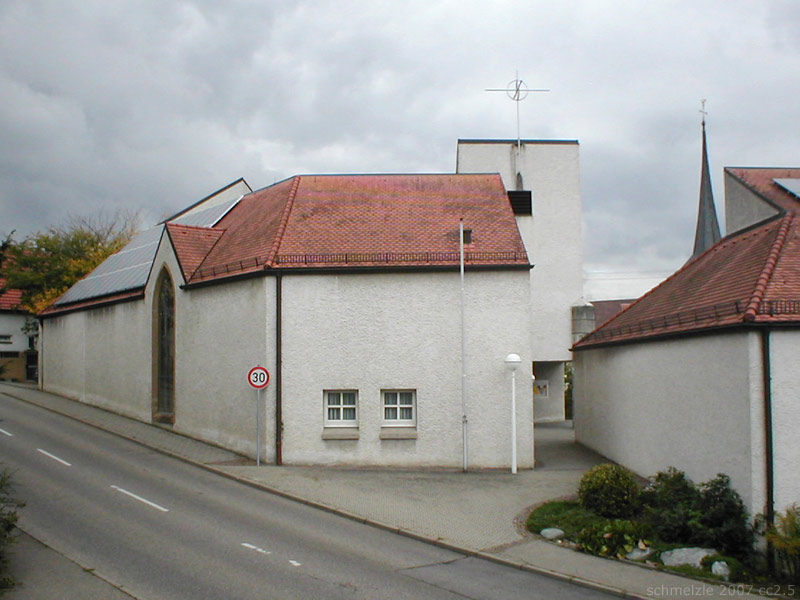
Католическая церковь Святого Корнелиуса и Киприана (1985)
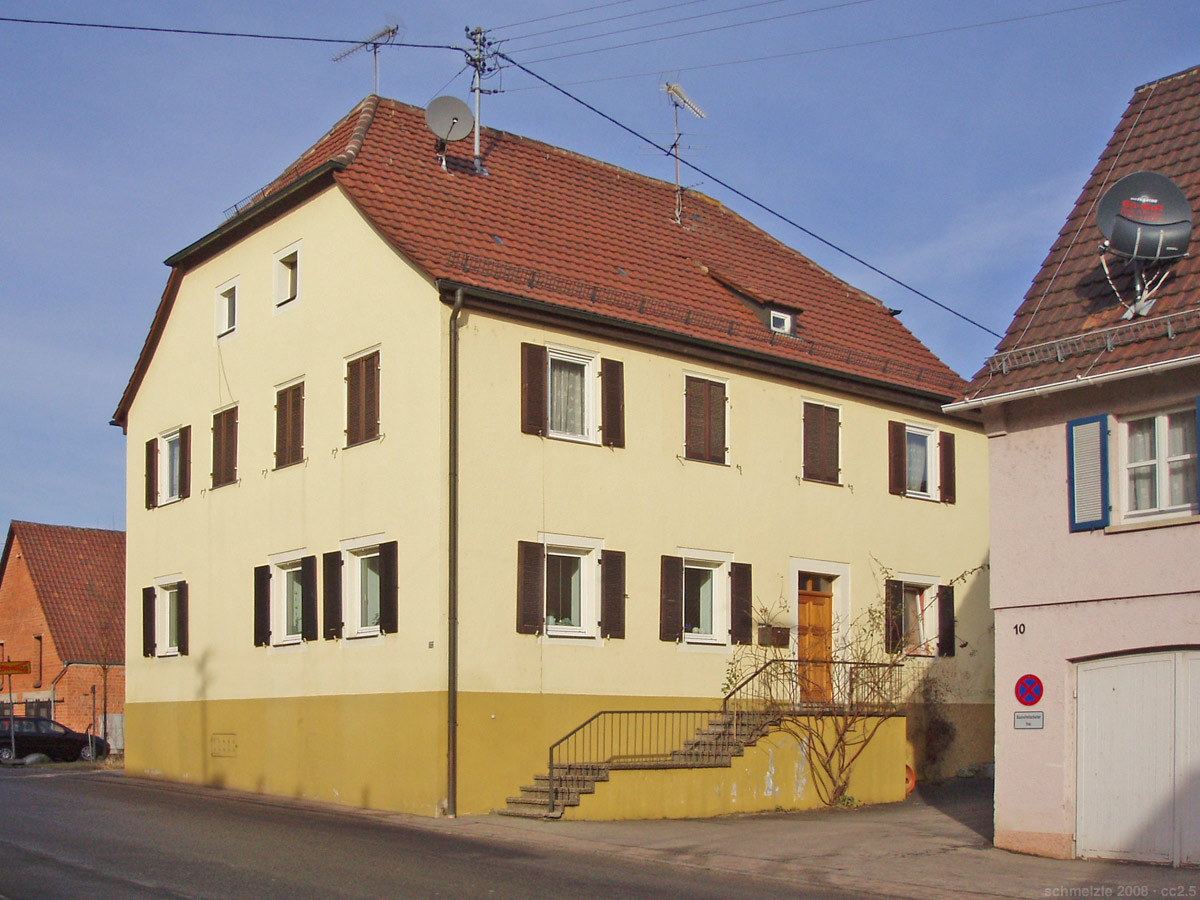
Бывший помещичий двор

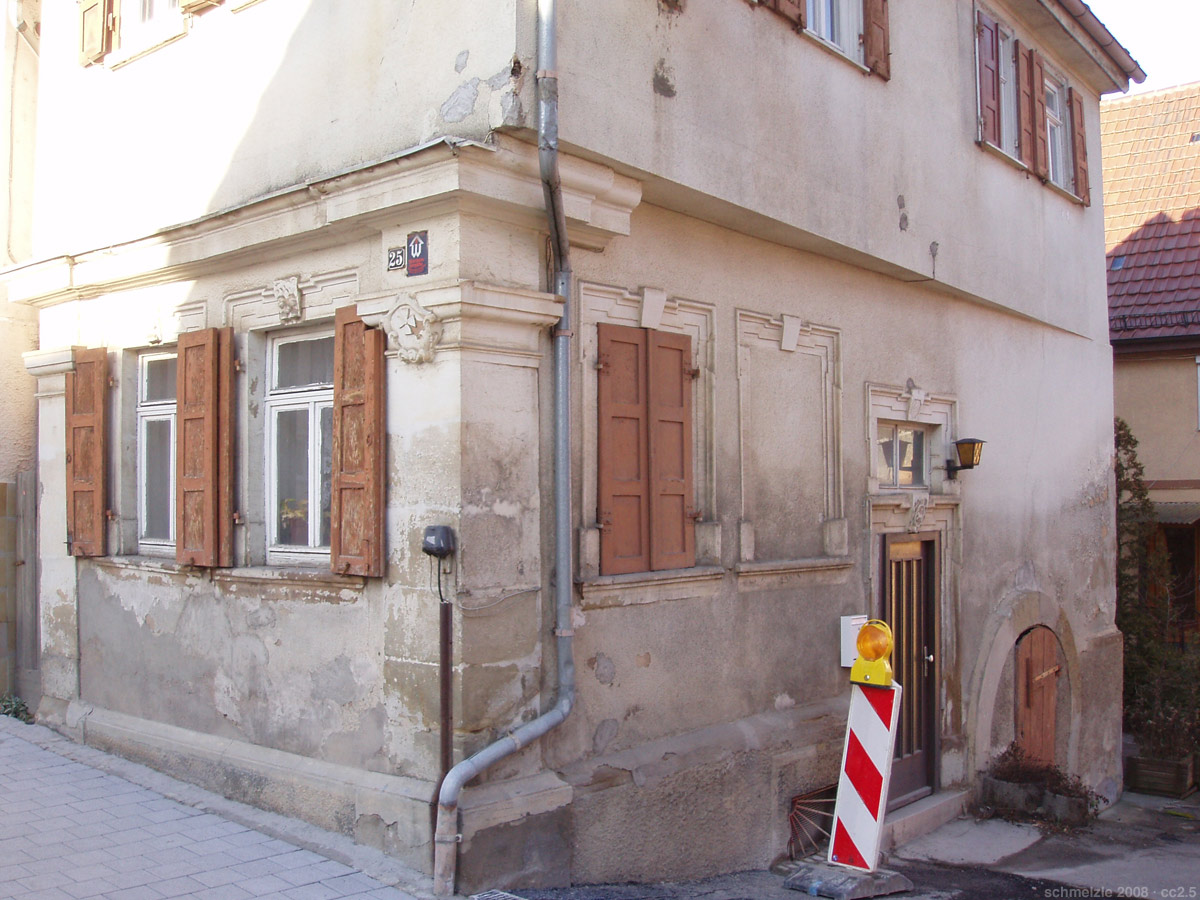
Жилой дом Тевтонского ордена
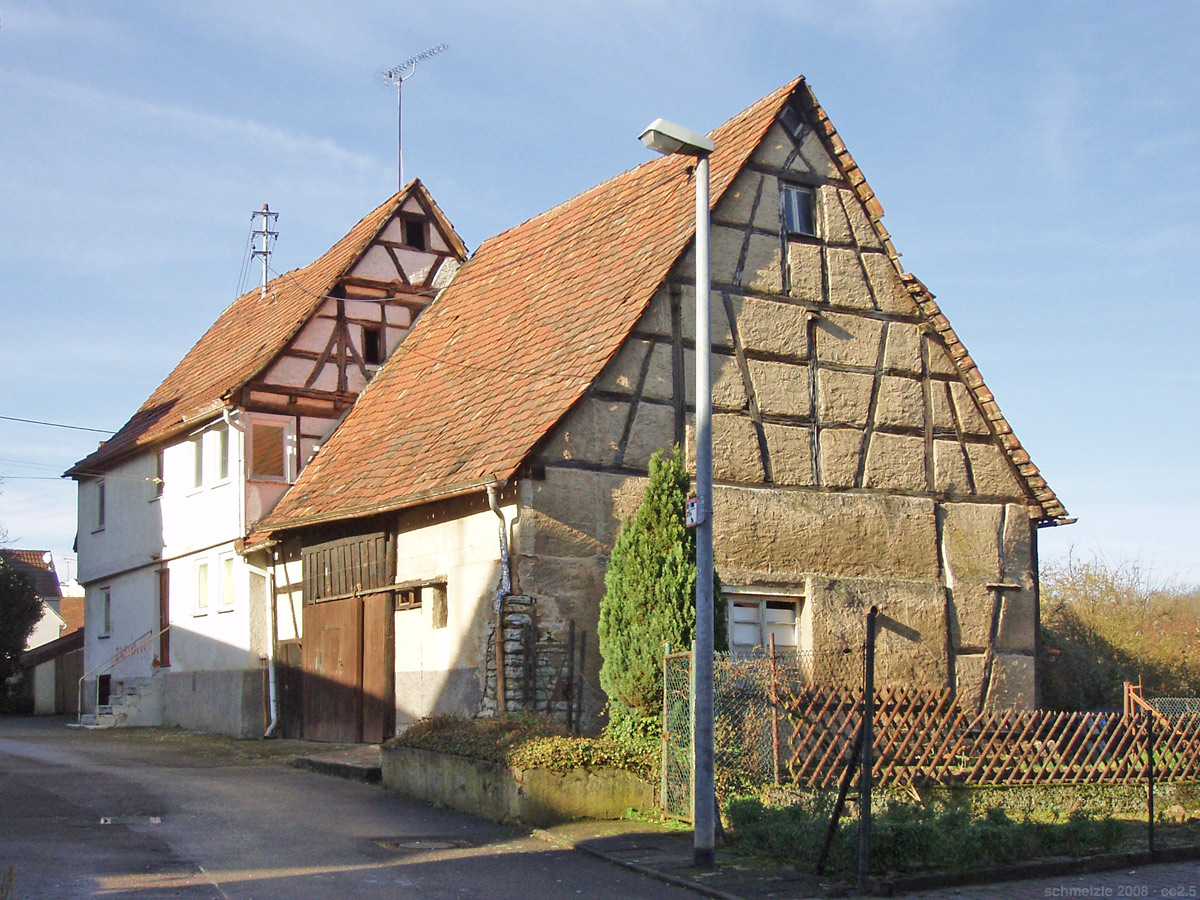
Крестьянский участок XVII-XVIII веков
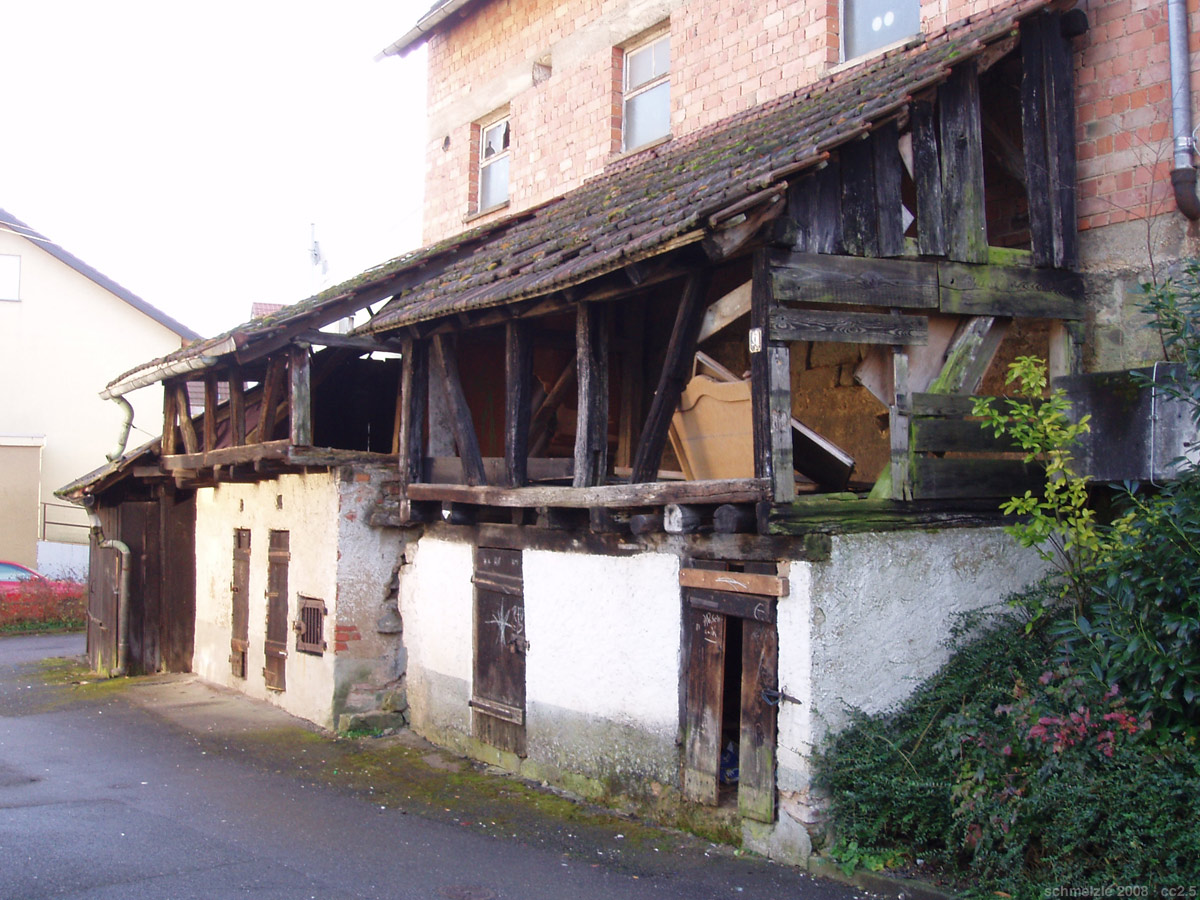
Исторические конюшни

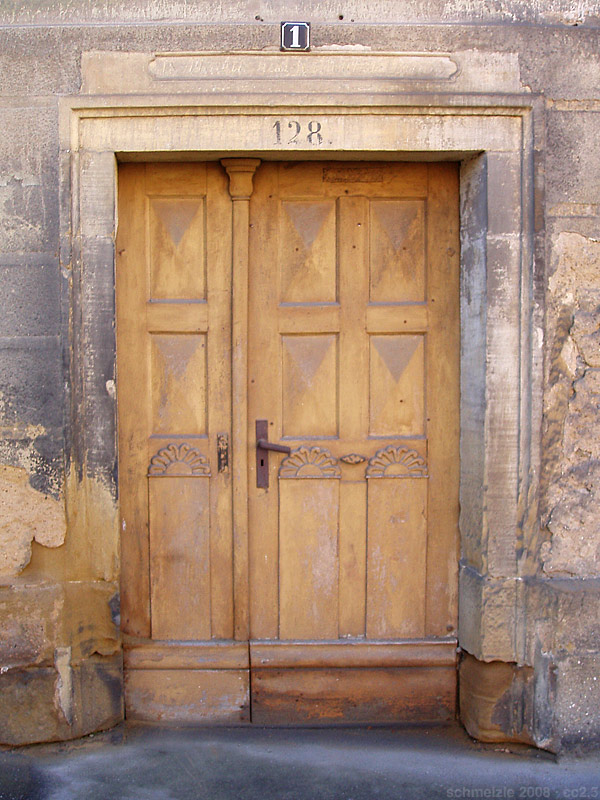
Вход в гостиницу у Рёссле
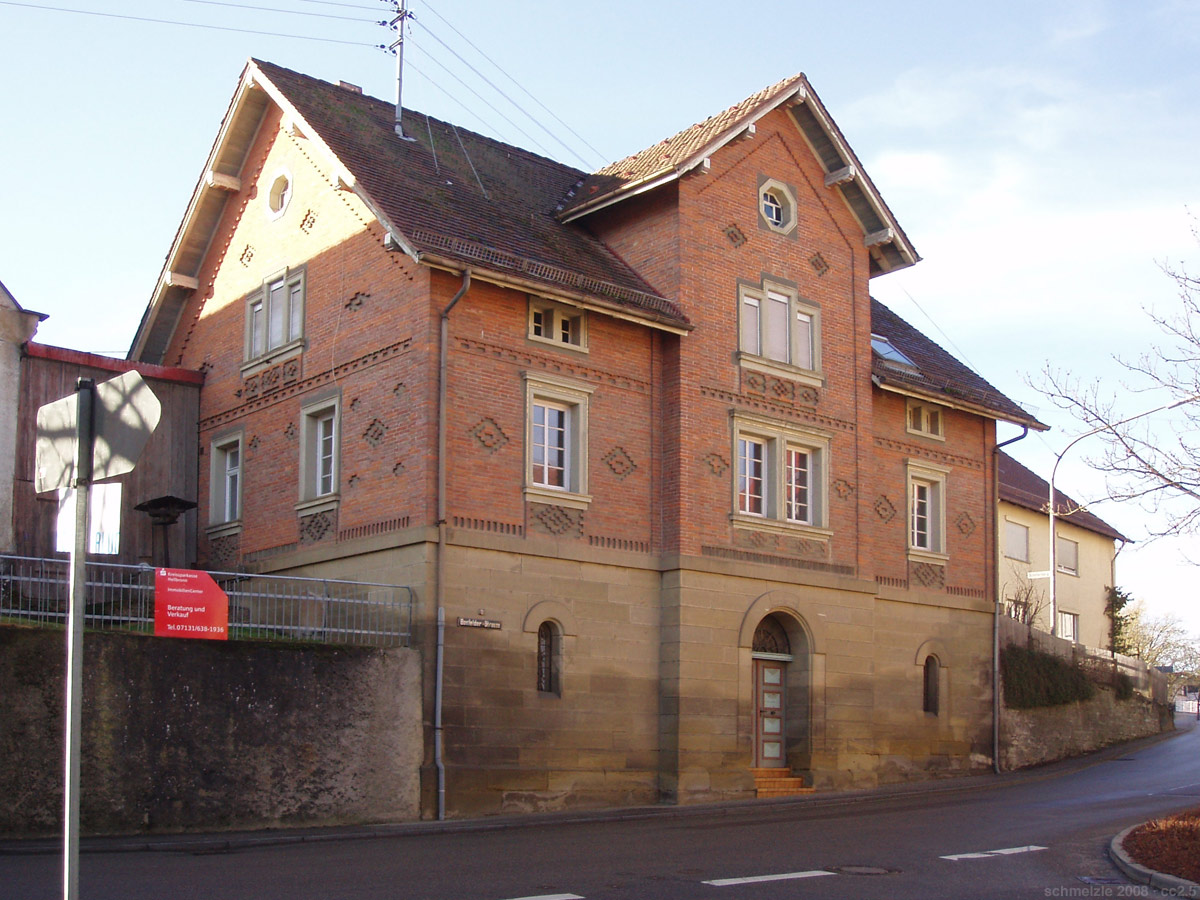
Дом «Зинн»
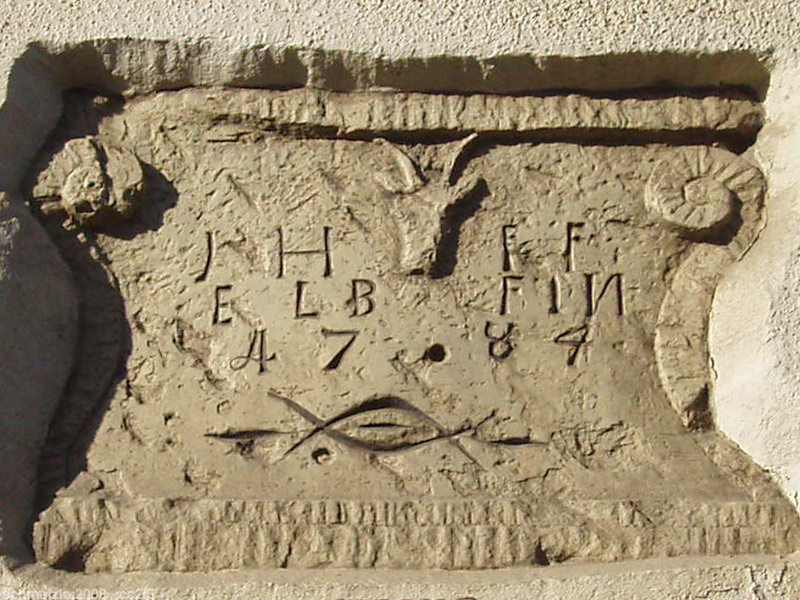
Печной камень

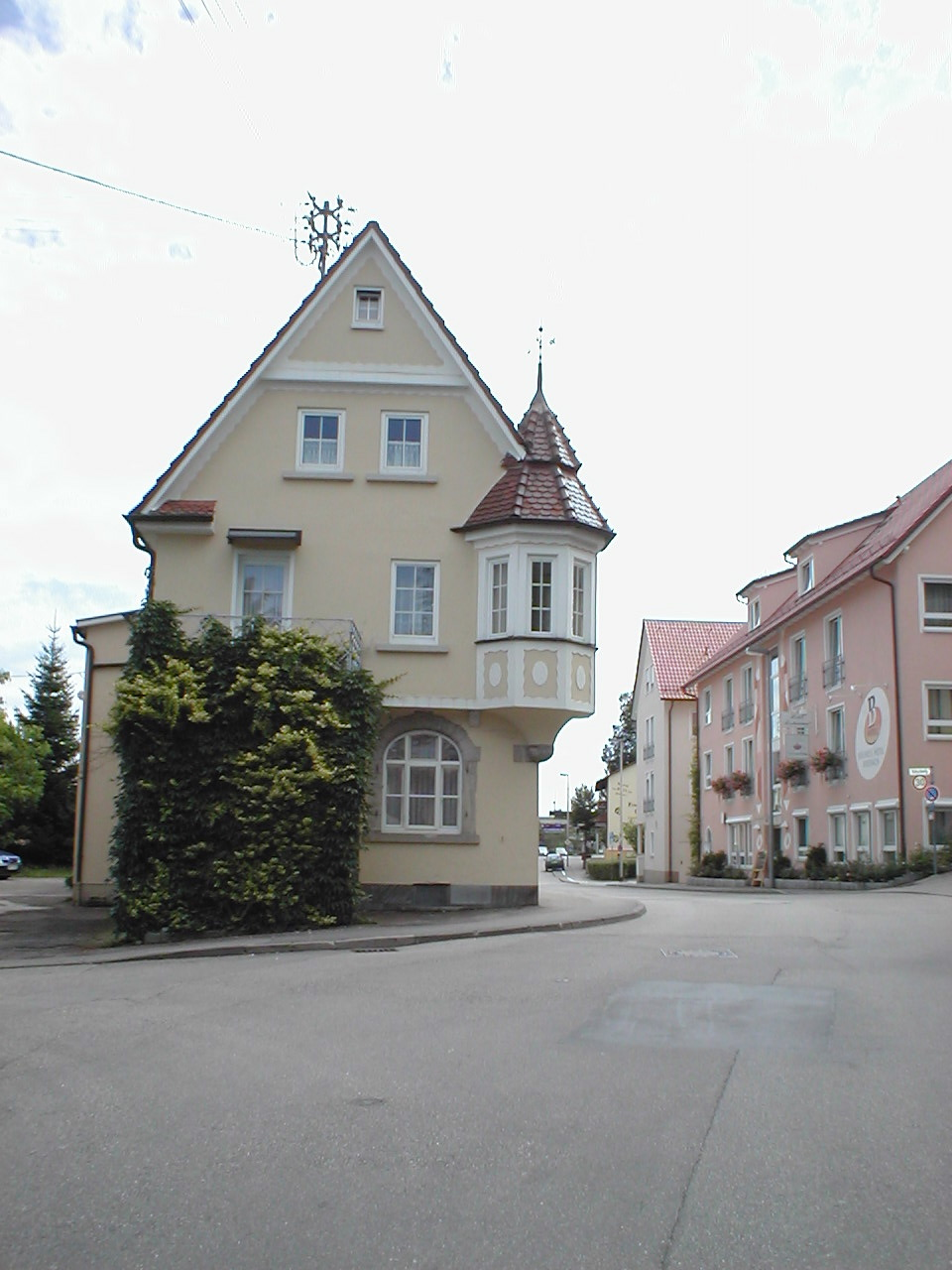
Старая почта
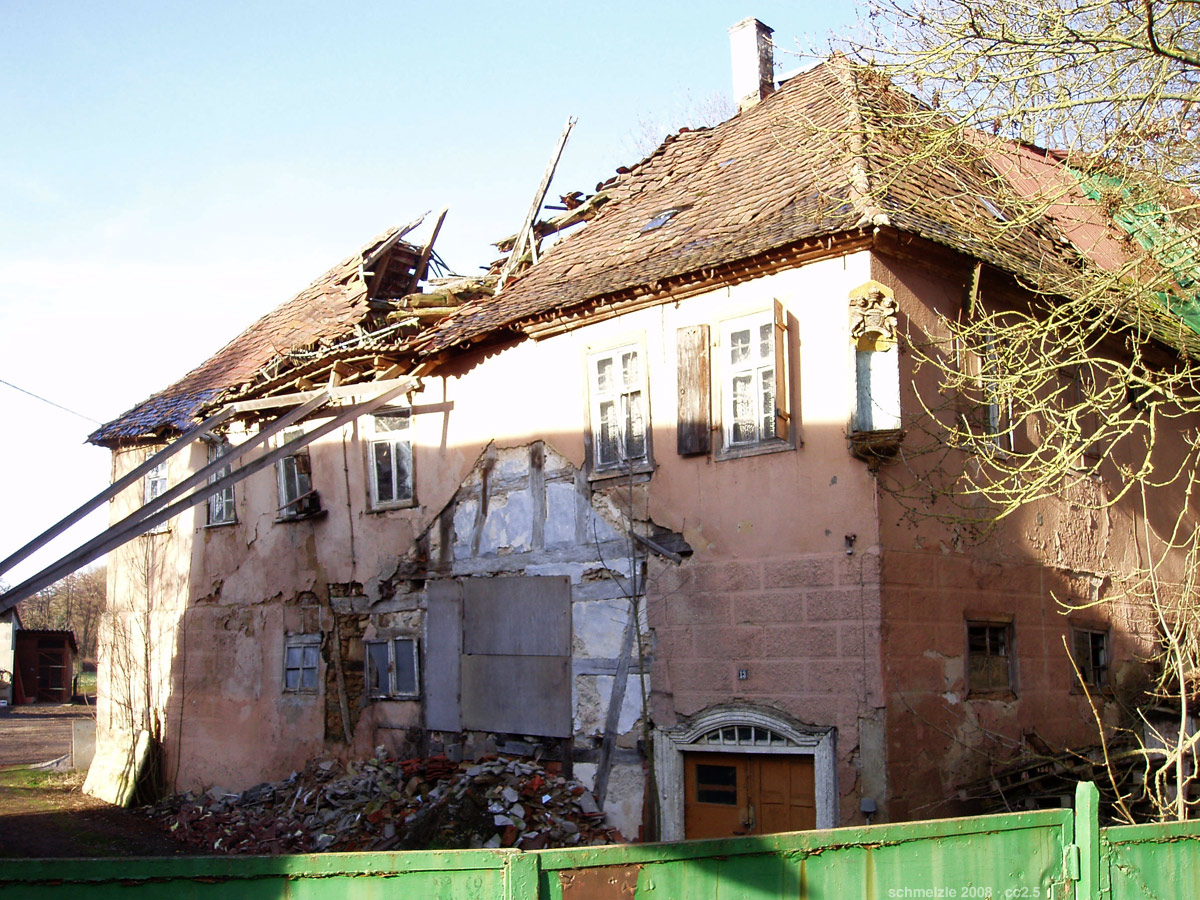
Старая мельница
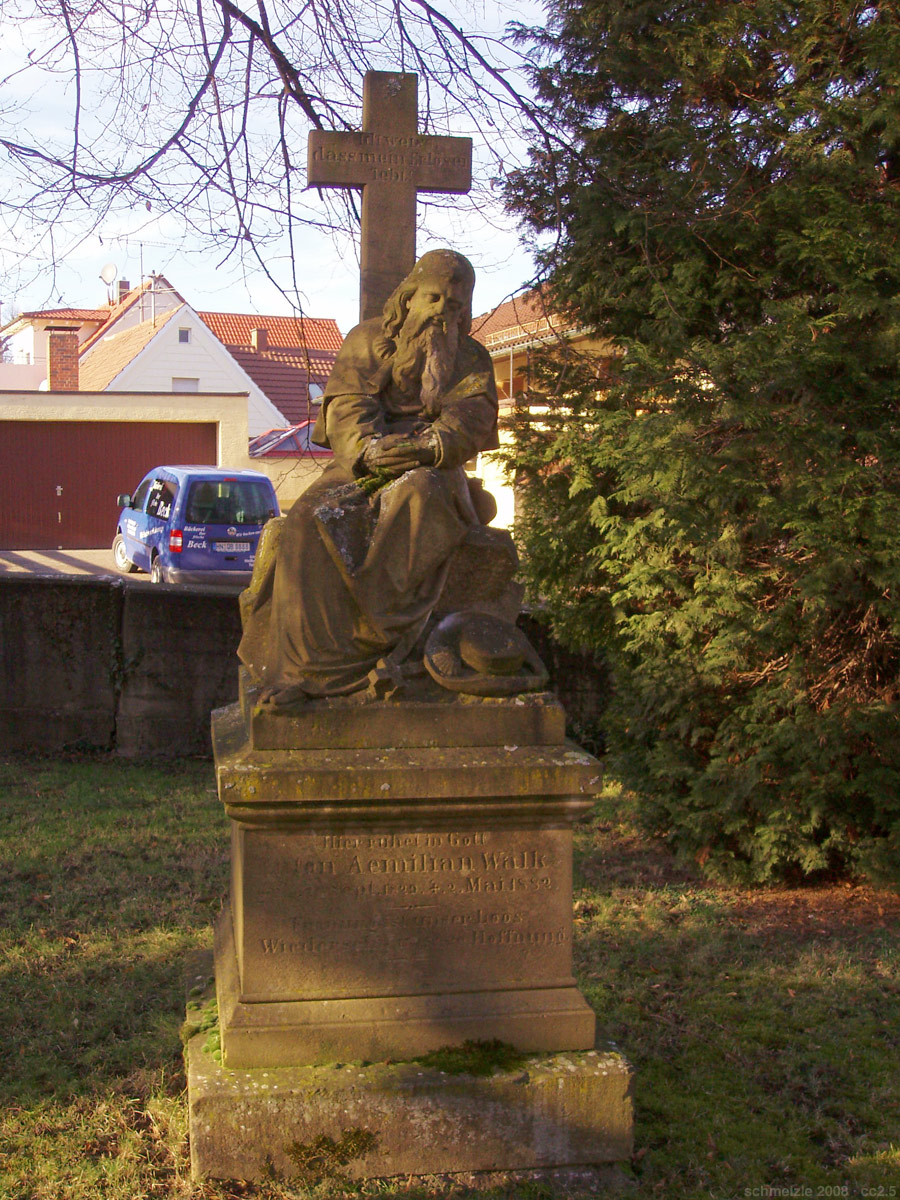
Надгробный камень на старом кладбище

## Известные люди
- Михаэль Феэ (нем. Michael Vehe) (родился в 1485 году в Биберахе около Хайльбронна, умер в апреле 1539 года в Галле) — был монахом, отцом церкви, викарием и издателем первого католического сборника псалмов с нотами)